# Бакаївка (Золотоніський район)
Бакаї́вка — село в Україні, у Золотоніському районі Черкаської області. Входить до складу Новодмитрівської сільської громади. Населення — 262 чоловіка, дворів 47.

## Історія
Село постраждало внаслідок геноциду українського народу, проведеного окупаційним урядом СССР 1932-1933 та 1946-1947 роках.
27 березня 1943 року нацисти схопили в притулку для старих 63 інвалідів та розстріляли їх.

## Населення

### Мова
Розподіл населення за рідною мовою за даними перепису 2001 року:
| Мова            | Кількість | Відсоток |
| --------------- | --------- | -------- |
| українська      | 216       | 82.44%   |
| російська       | 42        | 16.03%   |
| румунська       | 3         | 1.15%    |
| інші/не вказали | 1         | 0.38%    |
| Усього          | 262       | 100%     |

## Соціальна сфера
У селі розташований психоневрологічний інтернат, функціонує Красногірський жіночий монастир та церква-скит.